# Kernenergie in Zweden

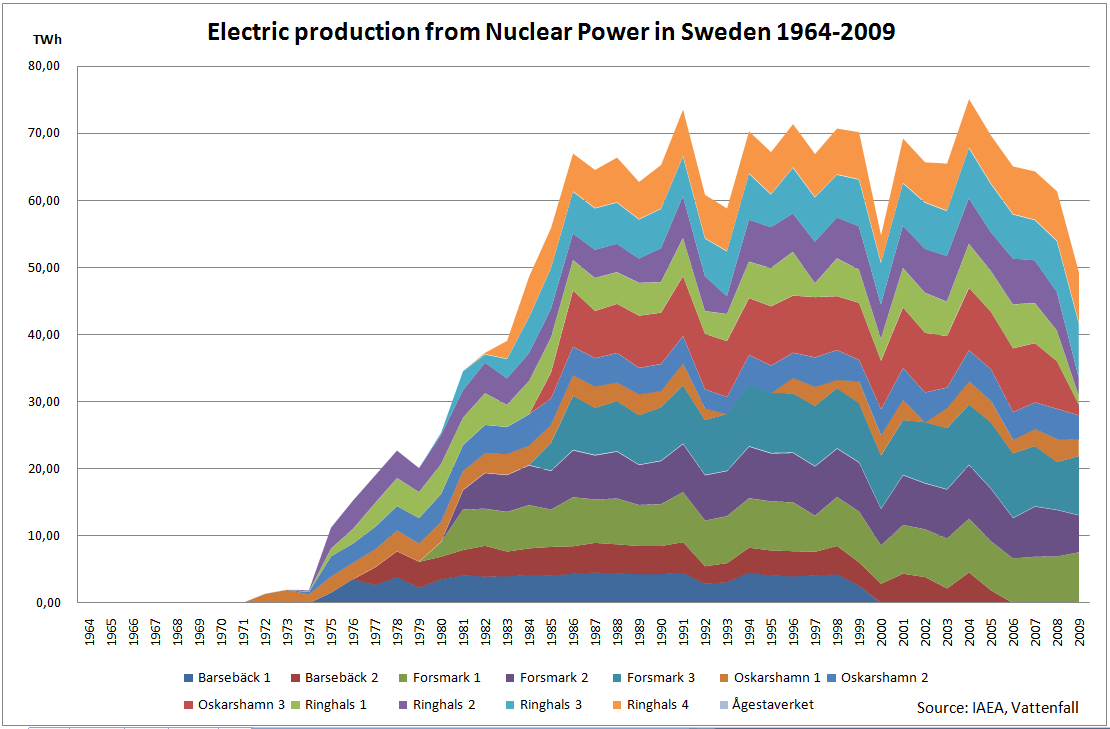
elektriciteitsproductie door kernenergie in Zweden 1964-2009

Kernenergie in Zweden heeft een veel draagvlak onder de bevolking.
Zweden wil in 2020 onafhankelijk zijn van fossiele brandstoffen, hierom wordt er door Zweden op alternatieven als waterkracht en kernenergie ingezet.
In totaal had Zweden in 2020 zeven actieve kernreactoren op drie locaties, die 30% van de totale elektriciteitsproductie leverden.

## Lijst met kernreactoren in Zweden
| Centrale                 | Centrale     | locatie    | Reactor      | in gebruik (sinds) | type              |
| ------------------------ | ------------ | ---------- | ------------ | ------------------ | ----------------- |
| inactief                 |              |            |              |                    |                   |
| R0                       |              | Studsvik   | R0-reactor   | 1959-1972          | onderzoeksreactor |
| R1                       |              | KTH        | R1-reactor   | 1954-1970          | onderzoeksreactor |
| R2                       |              | Studsvik   | R2-reactor   | 1960-2005          | onderzoeksreactor |
| R3 - Kerncentrale Ågesta |              | Farsta     | R3-reactor   | 1964-1974          |                   |
| R4 - Marviken            |              | Marviken   | R4-reactor   | nooit              | Zwaarwaterreactor |
| Kerncentrale Barsebäck   |              | Barsebäck  | Barsebäck 1  | 1975-1999          | BWR-reactor       |
| Kerncentrale Barsebäck   | Barsebäck 2  | Barsebäck  | 1977-2007    | BWR-reactor        |                   |
| actief                   |              |            |              |                    |                   |
| Kerncentrale Forsmark    |              | Forsmark   | Forsmark 1   | 1980               | BWR-reactor       |
| Kerncentrale Forsmark    | Forsmark 2   | Forsmark   | 1981         | BWR-reactor        |                   |
| Kerncentrale Forsmark    | Forsmark 3   | Forsmark   | 1985         | BWR-reactor        |                   |
| Kerncentrale Oskarshamn  |              | Oskarshamn | Oskarshamn 1 | 1975-2015          | BWR-reactor       |
| Kerncentrale Oskarshamn  | Oskarshamn 2 | Oskarshamn | 1975-2018    | BWR-reactor        |                   |
| Kerncentrale Oskarshamn  | Oskarshamn 3 | Oskarshamn | 1985         | BWR-reactor        |                   |
| Kerncentrale Ringhals    |              | Varberg    | Ringhals 1   | 1976               | BWR-reactor       |
| Kerncentrale Ringhals    | Ringhals 2   | Varberg    | 1975-2019    | PWR-reactor        |                   |
| Kerncentrale Ringhals    | Ringhals 3   | Varberg    | 1981         | PWR-reactor        |                   |
| Kerncentrale Ringhals    | Ringhals 4   | Varberg    | 1983         | PWR-reactor        |                   |

Sinds de jaren zeventig is in Zweden de bewustwording over de gevaren van kernenergie gegroeid. Mede daarom zijn de kernreactoren in de buurt van de grote woonkernen van Stockholm, Malmö en Kopenhagen (R0, R1, R2 en R3 en Barsebäck) gesloten.
Toen er eind jaren zestig vanwege bezuiniging op defensie gekozen moest worden tussen een vliegtuig of kernbom, werd er gekozen voor het vliegtuig, de Saab 37 Viggen, en werd de R4-reactor in 1970 definitief gesloten.

## Publieke opinie
Bij de Zweedse parlementsverkiezingen 1976 is kernenergie het hoofdthema en is het Zweedse politieke landschap verdeeld in voor- en tegenstanders. In de jaren tachtig keren de politieke partijen Vänsterpartiet en Kristdemokraterna zich tegen het gebruik van kernenergie en volgt er een verbod op het bouwen van nieuwe kerncentrales.
Op 23 maart 2005 is een peiling gedaan naar de publieke opinie in Zweden over kernenergie. Volgens een peiling van januari 2008 waren 48% van de Zweden voor de bouw van nieuwe kerncentrales, 39% waren tegen en 13% was onbeslist. In 2010 wordt het verbod op het bouwen van nieuwe kerncentrales door het parlement opgeheven. Na de Kernramp van Fukushima in 2011 is alleen de Folkpartiet liberalerna nog voor de bouw van nieuwe kerncentrales.
In 2019 bleek uit een peiling dat 78% van de Zweden voor kernenergie was, hiervan was 43%-punt voorstander van de bouw van nieuwe centrales en de overige 35% wil de bestaande centrales openhouden tot de geplande sluitingsdatum. Slechts 11% van de ondervraagden was tegen kernenergie.

## Opslag kernafval
Zweden loopt voorop bij het ontwikkelen van mogelijkheden om het afval op 500 meter diepte in de harde granietlagen weg te bergen. KBS-3 heet de techniek die het Zweedse bedrijf SKB heeft ontwikkeld. Er zijn twee locaties in Zweden voor opslag van radioactief afval; bij de centrales van Oskarshamn en Forsmark.